# Щербаки (пам'ятка природи)
«Щербаки» — геологічна пам'ятка природи місцевого значення. Пам'ятка природи розташована на території Білоцерківського району Київської області, Фесюрівська сільська рада, біля села Щербаки. Створений об'єкт був рішенням Київського облвиконкому від 29.10.1979 р. Землекористувачем є Фесюрівська сільська рада.
Пам'ятка є кар'єром, в стінках якого на глибину до 4—5 м оголюються плагіограніти та мігматити звенигородського комплексу, світло-сірі, масивні, середньозернисті, з невеликим вмістом біотиту. Розіз кар'єру цікавий складним співвідношенням різних порід звенигородського комплексу (ізотопний вік 2000–1570 млн років). У північно-західній стінці кар'єру мігматити містять великі ксеноліти амфібол-біотитових гнейсів та темно-сірих, чорних, масивних, дрібнозернистих амфіболів. В мігматитах на контакті з гнейсами та амфіболами спостерігаються видовжені лінзовидні скупчення біотиту.
Площа заказника — 2 га, створений у 1979 році.